# Anor
Anor is een gemeente in het Franse Noorderdepartement (Frans: département du Nord) (regio Hauts-de-France). De plaats maakt deel uit van het arrondissement Avesnes-sur-Helpe. Anor telde op 1 januari 2022 3.152 inwoners.

## Geografie
De oppervlakte van Anor bedroeg op 1 januari 2022 22,24 vierkante kilometer; de bevolkingsdichtheid was toen 141,7 inwoners per km².

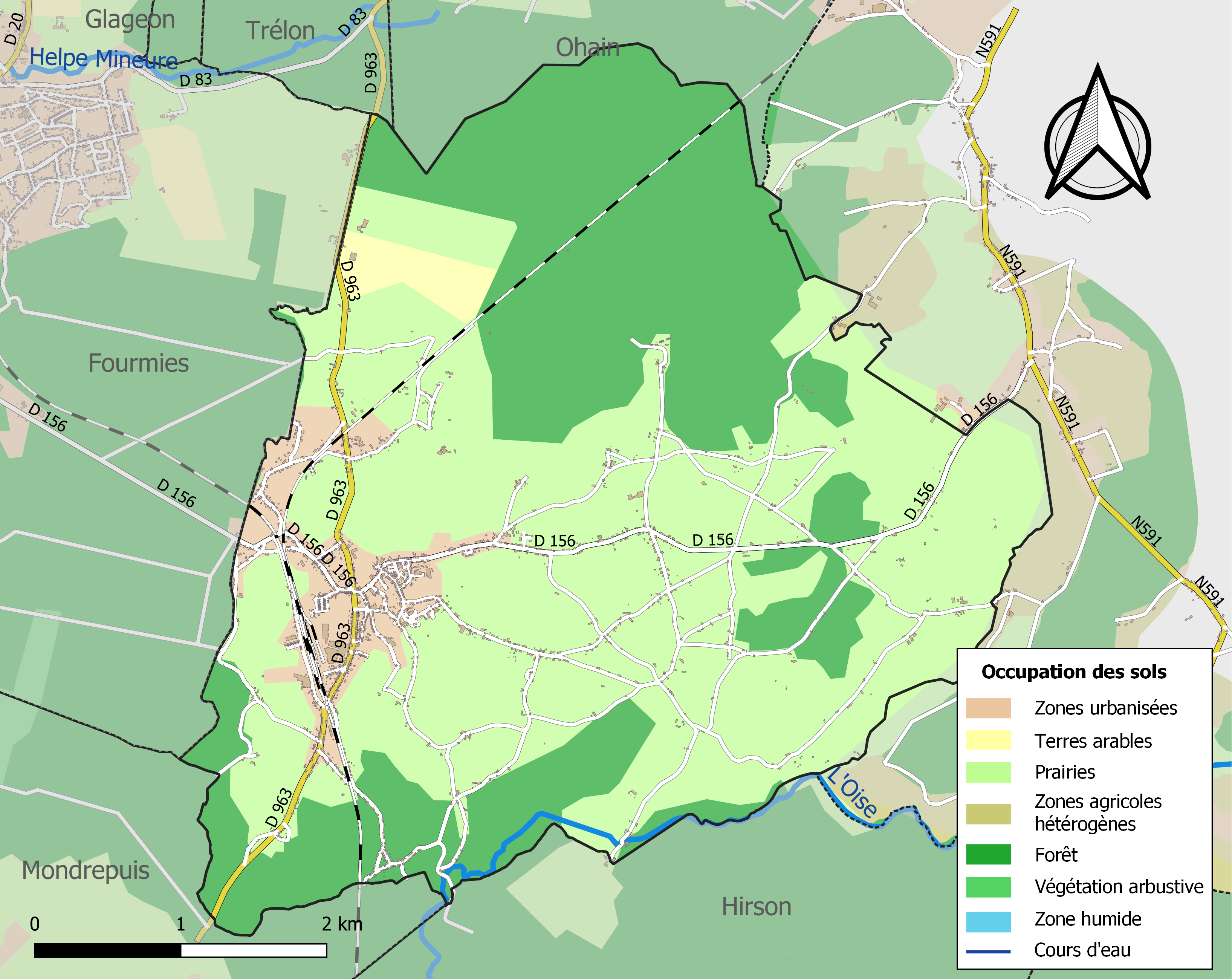
Kaart van de gemeente met de belangrijkste infrastructuur, bodemgebruik en omliggende gemeenten

## Bezienswaardigheden
- De Église Saint-Nicolas
- Op de gemeentelijke begraafplaats van Anor bevinden zich 3 Britse en 8 Russische oorlogsgraven uit de Eerste Wereldoorlog

## Demografie
Onderstaande figuur toont het verloop van het inwonertal (bron: INSEE-tellingen).

## Verkeer en vervoer
In de gemeente staat het station van Anor.